# Aboubakary Kanté
Aboubakary Kanté (Pontoise, 11 de agosto de 1994) es un futbolista gambio-francés que juega de delantero. Actualmente está sin equipo.  

## Trayectoria
Kanté comenzó su carrera deportiva en el París F. C. del Championnat National, con el que disputó diez partidos y marcó un gol a lo largo de tres temporadas.
En 2016 se marchó cedido media temporada al CA Bastia.
En 2017 fichó por el AS Béziers del Championnat National, con el que logró el ascenso en la temporada 2017-18 a la Ligue 2. La temporada 2017-18 supuso, así, su debut en la Ligue 2, en la que disputó 34 partidos e hizo 10 goles. Una temporada después se marchó al Círculo de Brujas de la Primera División de Bélgica, que lo cedió al Le Mans F. C. de la Ligue 2.

### España
El 23 de agosto de 2020 se hizo oficial su fichaje por el C. F. Fuenlabrada que competía en la Segunda División. En su segunda temporada el equipo perdió la categoría, por lo que optó seguir compitiendo en ella después de firmar con la S. D. Huesca en el mes de julio.
Tras temporada y media, el 30 de enero de 2024 la S. D. Huesca decide rescindir su contrato quedando libre. 

## Clubes
| Club                      | País    | Año       |
| ------------------------- | ------- | --------- |
| Paris F. C.               | Francia | 2013-2016 |
| C. A. Bastia (cedido)     | Francia | 2016      |
| A. S. Saint-Ouen-l'Aumône | Francia | 2016-2017 |
| A. S. Béziers             | Francia | 2017-2019 |
| Círculo de Brujas         | Bélgica | 2019-2020 |
| Le Mans F. C. (cedido)    | Francia | 2019-2020 |
| C. F. Fuenlabrada         | España  | 2020-2022 |
| S. D. Huesca              | España  | 2022-2024 |